# Campeonato Mundial de Voleibol de Praia Sub-21
Campeonato Mundial de Voleibol de Praia Sub-21 (FIVB Beach Volleyball U21 World Championships) é a competição de voleibol de praia mundial na categoria Sub-21 organizada pela Federação Internacional de Voleibol (FIVB). Realizado anualmente entre 2001 e 2014, iria acontecer a cada dois anos em seguida. Porém, após a edição de 2016, voltou a ser disputado anualmente.

## Quadro de medalhas

### Masculino
| Ordem | País          | Medalha de ouro | Medalha de prata | Medalha de bronze | Total |
| ----- | ------------- | --------------- | ---------------- | ----------------- | ----- |
| 1     | Brasil        | 7               | 3                | 2                 | 12    |
| 2     | Polônia       | 3               | 2                | 2                 | 7     |
| 3     | Itália        | 2               | 2                | 1                 | 5     |
| 4     | Espanha       | 2               | 2                | 0                 | 4     |
| 5     | Letônia       | 1               | 1                | 1                 | 3     |
| 6     | Canadá        | 1               | 1                | 0                 | 2     |
| 7     | Ucrânia       | 1               | 0                | 0                 | 1     |
| 7     | Suécia        | 1               | 0                | 0                 | 1     |
| 7     | Bélgica       | 1               | 0                | 0                 | 1     |
| 10    | Rússia        | 0               | 2                | 4                 | 6     |
| 11    | Alemanha      | 0               | 1                | 3                 | 4     |
| 12    | Venezuela     | 0               | 1                | 1                 | 2     |
| 12    | México        | 0               | 1                | 1                 | 2     |
| 12    | Áustria       | 0               | 1                | 1                 | 2     |
| 15    | Países Baixos | 0               | 1                | 0                 | 1     |
| 15    | Suíça         | 0               | 1                | 0                 | 1     |
| 17    | França        | 0               | 0                | 2                 | 2     |
| 18    | Chéquia       | 0               | 0                | 1                 | 1     |

### Feminino
| Ordem | País           | Medalha de ouro | Medalha de prata | Medalha de bronze | Total |
| ----- | -------------- | --------------- | ---------------- | ----------------- | ----- |
| 1     | Brasil         | 9               | 1                | 3                 | 13    |
| 2     | Países Baixos  | 2               | 2                | 3                 | 7     |
| 3     | Suíça          | 2               | 2                | 1                 | 5     |
| 4     | Polônia        | 2               | 0                | 2                 | 4     |
| 5     | Rússia         | 1               | 4                | 1                 | 6     |
| 6     | Canadá         | 1               | 1                | 1                 | 3     |
| 7     | Estados Unidos | 1               | 0                | 2                 | 3     |
| 8     | Ucrânia        | 1               | 0                | 0                 | 1     |
| 9     | Alemanha       | 0               | 4                | 0                 | 4     |
| 10    | Austrália      | 0               | 1                | 1                 | 2     |
| 10    | Espanha        | 0               | 1                | 1                 | 2     |
| 12    | França         | 0               | 1                | 0                 | 1     |
| 12    | Itália         | 0               | 1                | 0                 | 1     |
| 12    | Lituânia       | 0               | 1                | 0                 | 1     |
| 15    | Áustria        | 0               | 0                | 2                 | 2     |
| 15    | Chéquia        | 0               | 0                | 2                 | 2     |

### Geral
| Ordem | País           | Medalha de ouro | Medalha de prata | Medalha de bronze | Total |
| ----- | -------------- | --------------- | ---------------- | ----------------- | ----- |
| 1     | Brasil         | 16              | 4                | 5                 | 25    |
| 2     | Polônia        | 5               | 2                | 4                 | 11    |
| 3     | Países Baixos  | 2               | 3                | 3                 | 8     |
| 4     | Espanha        | 2               | 3                | 1                 | 6     |
| 4     | Itália         | 2               | 3                | 1                 | 6     |
| 4     | Suíça          | 2               | 3                | 1                 | 6     |
| 7     | Canadá         | 2               | 2                | 1                 | 5     |
| 8     | Ucrânia        | 2               | 0                | 0                 | 2     |
| 9     | Rússia         | 1               | 6                | 5                 | 12    |
| 10    | Letônia        | 1               | 1                | 1                 | 3     |
| 11    | Estados Unidos | 1               | 0                | 2                 | 3     |
| 12    | Bélgica        | 1               | 0                | 0                 | 1     |
| 13    | Alemanha       | 0               | 5                | 3                 | 8     |
| 14    | França         | 0               | 1                | 2                 | 3     |
| 15    | Austrália      | 0               | 1                | 1                 | 2     |
| 15    | Venezuela      | 0               | 1                | 1                 | 2     |
| 15    | México         | 0               | 1                | 1                 | 2     |
| 18    | Áustria        | 0               | 1                | 3                 | 4     |
| 19    | Lituânia       | 0               | 1                | 0                 | 1     |
| 20    | Chéquia        | 0               | 0                | 3                 | 3     |